# موتور خان محمد (نصرت‌آباد)
موتور خان محمد روستایی در دهستان دومک بخش نصرت‌آباد شهرستان زاهدان استان سیستان و بلوچستان ایران است.

## جمعیت
بر پایه سرشماری عمومی نفوس و مسکن در سال ۱۳۹۵ جمعیت این روستا ۲۵ نفر (۶خانوار) بوده‌است.